# Chréa
Chréa (arabisch الشريعة, DMG aš-Šarīʿa) ist ein Ort im Tellatlas oberhalb von Blida im nördlichen Algerien.

## Geographische Lage
Der Ort liegt auf fast 1500 m Höhe südlich des in dem weiten, Mitidja genannten Tal in nur 260 m Höhe gelegenen Blida, von dem Chréa auf der sehr gewundenen, 18 km langen Straße RN 37 oder über die etwas mehr als 7 km lange Seilbahn Blida – Chréa erreichbar ist. Er ist nur rund 60 km von der Hauptstadt Algier entfernt. Unmittelbar südlich des Ortes beginnt der Nationalpark von Chréa, ein von der UNESCO anerkanntes Biosphärenreservat.

## Geschichte
Chréa entstand Anfang des 20. Jahrhunderts, als der Gründer des algerischen Skiclubs dort eine erste Berghütte erstellen ließ und bald darauf das erste, nach wie vor existierende Hôtel des Cèdres gebaut wurde. Wegen der Nähe zur Hauptstadt entwickelte der Ort sich bald zu einem beliebten Ski- und sommerlichen Erholungsort. Chréa dürfte somit der erste Skiort Afrikas gewesen sein. 1956 wurde der Ort zu einer selbständigen Gemeinde erhoben, die Ende der 1980er Jahre mehr als 3000 Einwohner gehabt haben soll und 1984 die erste Seilbahn erhielt. Im algerischen Bürgerkrieg verließen die meisten Einwohner den Ort, der einst florierende Tourismus brach völlig zusammen. Der Ort soll eine Basis der GIA – Groupe Islamique Armé – gewesen sein, die von hier aus ihre Terroranschläge durchführte. Erst seit 2003 kamen wieder Touristen unter starker militärischer Bewachung nach Chréa.

## Wirtschaft und Infrastruktur
Chréa ist ein sehr beliebtes Ziel für Tages- und Wochenendausflüge geworden, das pro Jahr von mehr als 2,5 Millionen Personen besucht wird. Das Einzugsgebiet umfasst mit der Hauptstadt und zahlreichen anderen Städten etwa 8 Millionen Einwohner. Die 2009 wieder aufgebaute Seilbahn erleichtert den Zugang. Andererseits ist der Ort nur wenig gewachsen, er hat kaum mehr als 500 ständige Einwohner und für längere Urlaube stehen nur wenige Hotels und Chalets zur Verfügung. Dadurch werden auch die negativen Seiten des modernen Tourismus deutlich, wie Vermüllung und Beschädigung der Landschaft.